# Anna Tibaijuka
Anna Kajumulo Tibaijuka (Muleba, 1950) é uma Subsecretária-geral das Nações Unidas e ex-diretora executiva do Programa das Nações Unidas para os Assentamentos Humanos (UN-Habitat).

## Vida e formação
Nascida em uma fámilia de pequenos agricultores de banana e café, em 1950, na cidade de Muleba, na Tanzânia, Anna Tibaijuka estudou Economia Agrícola na Universidade Sueca de Agricultura Científica em Uppsala e logo integrou a Comissão para África, criada pelo então primeiro-ministro britânico Tony Blair.
Tibaijuka é viúva do ex-embaixador da Tanzânia Wilson Tibaijuka que faleceu em 2000. É Mãe de cinco filhos, sendo um destes adotivos. Foi professora universitária, lecionando economia na Universidade de Dar es Salaam, sendo autora de diversos livros e estudos sobre agricultura e desenvolvimento rural, políticas de alimentação, desenvolvimento sustentável, questões do gênero e uso do solo, e economia ambiental. Fala diversos idiomas, sendo fluente em inglês, suaíli, sueco e francês.

## Carreira política e social
Fundou em 1994, o Conselho Nacional das Mulheres da Tanzânia, um partido independente que se dedica à defesa e promoção dos direitos econômicos e sociais das mulheres no país. Dois anos depois, fundou o Joha Trust, órgão que promove a qualidade da educação de meninas na Tanzânia e África, e opera como uma escola secundária para meninas pobres, órfãs em sua maioria.
Desde de 2002 ela tem trabalhado para promover o acesso à água, saneamento básico e melhorias em favelas em todo o mundo, e no auxílio à União Africana no estabelecimento da Conferência Ministerial Africana sobre Habitação e Desenvolvimento Urbano. Tibaijuka também foi uma das responsáveis por colocar em destaque a questão da pobreza urbana na agenda de órgãos e conferências similares na América latina, Caribe e também na região da Ásia-Pacífico.
Em julho de 2005, Anna foi a enviada especial do secretário-geral da ONU para tratar de questões de assentamento humano no Zimbábue, após fugas em massa de pessoas em condições de risco social, que deixavam as áreas urbanas do país.

## Carreira internacional e na ONU
Segunda mulher no ranking africano a ocupar cargos na ONU, após a Drª Asha-Rose Migiro, que também é tanzaniana. É Subsecretária-geral das Nações Unidas. Apesar de ser reeleita para ocupar o cargo como diretora-executiva do UN-Habitat em 2010, ela deixou o cargo para assumir frente como Presidente do WSSCC - Water Supply and Sanitation Collaborative Council, eleita pelo Comitê Diretor do Conselho de Colaboração para o Suprimento de Água e Saneamento, onde substitui o Dr. Roberto Lenton.